# لوك أرمسترونغ
لوك أرمسترونغ (بالإنجليزية: Luke Armstrong)‏ هو لاعب كرة قدم بريطاني، ولد في 2 يوليو 1996 في درم في المملكة المتحدة. لعب مع نادي غيتزهد.